# Le retour
"Le retour" ("O regresso") foi a canção que representou a Suíça no Festival Eurovisão da Canção 1962 que teve lugar no Luxemburgo.
A canção foi interpretada em francês por Jean Philippe que havia representado a França no Festival Eurovisão da Canção 1959 com a canção "Oui, oui, oui, oui". Foi a décima-primeira canção a ser interpretada na noite do festival, a seguir à canção da Noruega "Kom sol, kom regn", interpretada por Inger Jacobsen e antes da canção da Jugoslávia "Ne pali svetla u sumrak", interpretada por Lola Novaković. Terminou a competição em 10.º lugar, tendo recebido 2 pontos. No ano seguinte, em 1963, a Suíça foi representada por Esther Ofarim que interpretou o tema T'en va pas.

## Autores
- Letrista: Émile Gardaz
- Compositor: Géo Voumard
- Orquestrador: Cédric Dumont

## Letra
A canção é uma balada, na qual Philippe fala que depois de passarem infortúnios os dois amantes acabarão por fazer o retorno para os novos dias.